# Calaxius acutirostris
Calaxius acutirostris är en kräftdjursart som beskrevs av Sakai och de Saint Laurent 1989. Calaxius acutirostris ingår i släktet Calaxius och familjen Axiidae. Inga underarter finns listade i Catalogue of Life.